# Dermatopatofobia
La dermatopatofobia es el miedo a las enfermedades de la piel. Esta fobia produce frecuente y generalmente los mismos síntomas que la tripofobia, que es el miedo a los patrones formados por huecos o agujeros en grandes cantidades. Estas formaciones resultan especialmente molestas en patrones asimétricos o de apariencia orgánica.
La dermatopatofobia lárvatica es la que afecta en mayor grado y más comúnmente a las personas.
Una de las técnicas más efectivas para el tratamiento de esta fobia (y de muchas otras), es la conocida como "desensibilización sistemática", es decir, una aproximación progresiva al estímulo temido. No obstante, para superar una fobia con éxito es recomendable acudir a un profesional calificado. Sin embargo, algunos casos no se logran superar. es una enfermedad que provoca ansiedad e incluso puede llegar a traumatizar.

### Síntomas de la dermatopatofobia
La dermatopatofobia sigue el mismo patrón de comportamiento que otras fobias, siendo algunos de sus síntomas:
- Pensamientos recurrentes e intrusivos en relación con la piel.
- Temor desmedido e irracional hacia cualquier estímulo relacionado con perjuicios para la piel.
- Evitación de lugares o actividades que puedan tener algún efecto perjudicial para la piel.
- Conductas de evitación y control estimular con el objetivo de no correr ningún riesgo que pueda afectar negativamente a la salud de la propia piel.
- Conductas de comprobación del estado de salud de la propia piel continuas y recurrentes.
- Exposición a tratamientos abrasivos para conseguir un estado de pulcritud extremo de la piel.
- Otras conductas propias de las fobias.